# Gouvernement wallon
Gouvernement de Wallonie

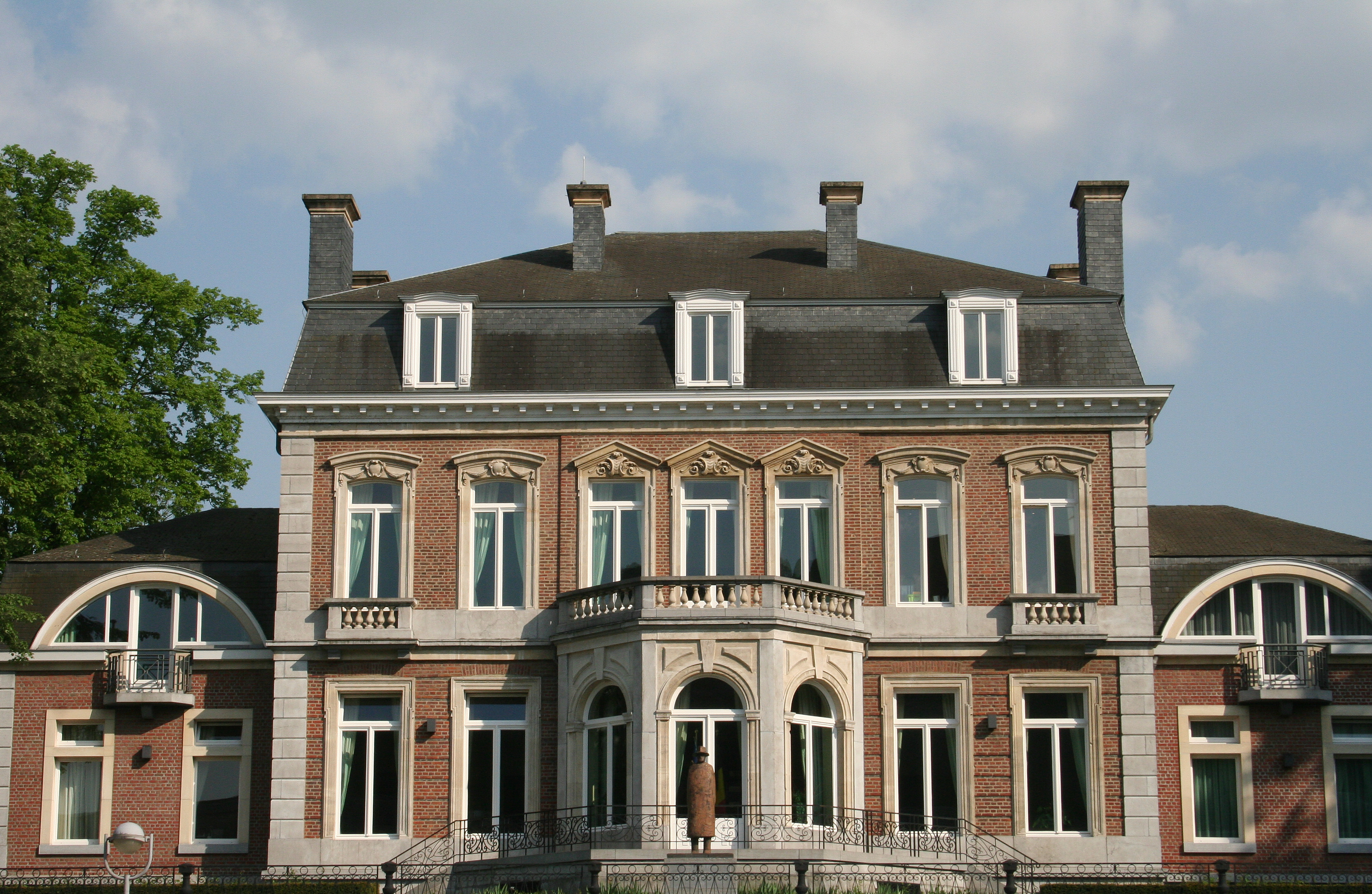
L’« Élysette », siège du Gouvernement wallon

Le Gouvernement wallon ou Gouvernement de Wallonie est le pouvoir exécutif de la Région wallonne, une des trois régions de Belgique.
Il est composé au maximum de 8 ministres et d'un ministre-président.
Il prend des arrêtés et sanctionne les décrets votés par le Parlement de Wallonie.
Son siège est l'Élysette à Namur, résidence officielle du ministre-président.

## Dénomination
L'organe exécutif de la Région wallonne est désigné selon divers appellations :
- La Constitution belge utilise le terme Gouvernement de la Région wallonne[1] ;
- La loi spéciale du 8 août 1980 de réformes institutionnelles utilise le terme Gouvernement régional wallon[2] ;
- Les décisions du gouvernement sont officiellement appelées Arrêtés du gouvernement wallon ;
- Lors de sa création en 22 décembre 1981, l'organe était désigné sous le terme Exécutif de la Région wallonne. La loi spéciale du 16 juillet 1993 visant à achever la structure fédérale de l'État modifie la loi spéciale du 8 août 1980, et remplace les mots « Exécutif de la Région wallonne » par « Gouvernement régional wallon »[3] ;
- Depuis 2021, le gouvernement wallon utilise occasionnellement le terme Gouvernement de Wallonie dans ses communications extra-légales.

## Composition

### Les membres de l'Exécutif de la Région wallonne au sein du Gouvernement national (avril 1979 - décembre 1981)
Phase d'organisation provisoire des Exécutifs des Communautés et des Régions par l'arrêté royal du 13 avril 1979 (Moniteur belge du 19 avril 1979).
- Jean-Maurice Dehousse (PS), Ministre de la Région wallonne, Président de l'Exécutif de la Région wallonne
- Antoine Humblet (PSC), Secrétaire d'État à la Région wallonne, puis Philippe Maystadt à partir d'octobre 1979, Pierre Mainil à partir de mai 1980, Melchior Wathelet à partir d'octobre 1980.
- le 3e poste de Secrétaire d'État à la Région wallonne a été attribué : 
  - tantôt au PS : Bernard Anselme d'avril 1979 à avril 1980 ; Elie Deworme d'octobre 1980 à février 1981, puis Guy Coëme de février à décembre 1981 ;
  - tantôt au PRL : André Bertouille de mai à octobre 1980.
  - tantôt au PSC : Jean-Pierre Grafé de novembre 1980 à octobre 1981.

### À partir de décembre 1981
| Législature     | Gouvernement                              | Mandat                                                          | Coalition            |
| --------------- | ----------------------------------------- | --------------------------------------------------------------- | -------------------- |
| 1re législature | Exécutif Dehousse I                       | 22 décembre 1981 - 26 janvier 1982 (1 mois et 5 jours)          | PS PRL PSC           |
| 1re législature | Exécutif Damseaux                         | 27 janvier 1982 - 27 octobre 1982 (9 mois)                      | PRL PS PSC           |
| 1re législature | Exécutif Dehousse II                      | 27 octobre 1982 - 11 décembre 1985 (3 ans, 1 mois et 14 jours)  | PS PRL PSC           |
| 2e législature  | Exécutif Wathelet                         | 11 décembre 1985 - 4 février 1988 (2 ans, 1 mois et 24 jours)   | PSC PRL              |
| 3e législature  | Exécutif Coëme                            | 4 février 1988 - 10 mai 1988 (3 mois et 6 jours)                | PS PSC               |
| 3e législature  | Exécutif Anselme                          | 10 mai 1988 - 8 janvier 1992 (3 ans, 7 mois et 29 jours)        | PS PSC               |
| 4e législature  | Exécutif Spitaels / Gouvernement Spitaels | 8 janvier 1992 - 25 janvier 1994 (2 ans et 17 jours)            | PS PSC               |
| 4e législature  | Gouvernement Collignon I                  | 25 janvier 1994 - 20 juin 1995 (1 an, 4 mois et 26 jours)       | PS PSC               |
| 5e législature  | Gouvernement Collignon II                 | 20 juin 1995 - 15 juillet 1999 (4 ans et 25 jours)              | PS PSC               |
| 6e législature  | Gouvernement Di Rupo I                    | 15 juillet 1999 - 4 avril 2000 (8 mois et 20 jours)             | PS PRL-FDF-MCC Ecolo |
| 6e législature  | Gouvernement Van Cauwenberghe I           | 4 avril 2000 - 27 juillet 2004 (4 ans, 3 mois et 23 jours)      | PS PRL-FDF-MCC Ecolo |
| 7e législature  | Gouvernement Van Cauwenberghe II          | 27 juillet 2004 - 6 octobre 2005 (1 an, 2 mois et 9 jours)      | PS cdH               |
| 7e législature  | Gouvernement Di Rupo II                   | 6 octobre 2005 - 20 juillet 2007 (1 an, 9 mois et 14 jours)     | PS cdH               |
| 7e législature  | Gouvernement Demotte I                    | 20 juillet 2007 - 15 juillet 2009 (1 an, 11 mois et 25 jours)   | PS cdH               |
| 8e législature  | Gouvernement Demotte II                   | 15 juillet 2009 - 22 juillet 2014 (5 ans et 7 jours)            | PS Ecolo cdH         |
| 9e législature  | Gouvernement Magnette                     | 22 juillet 2014 - 28 juillet 2017 (3 ans et 6 jours)            | PS cdH               |
| 9e législature  | Gouvernement Borsus                       | 28 juillet 2017 - 13 septembre 2019 (2 ans, 1 mois et 16 jours) | MR cdH               |
| 10e législature | Gouvernement Di Rupo III                  | 13 septembre 2019 - 15 juillet 2024 (4 ans, 10 mois et 2 jours) | PS MR Ecolo          |
| 11e législature | Gouvernement Dolimont                     | Depuis le 15 juillet 2024 (10 mois et 12 jours)                 | MR Les Engagés       |

### Par coalition
|                        | Centristes | Libéraux | Socialistes | Ecologistes | Gouvernements                                                                                     |
| ---------------------- | ---------- | -------- | ----------- | ----------- | ------------------------------------------------------------------------------------------------- |
| Orange bleue ou Azur   | /          |          |             |             | Wathelet, Borsus, Dolimont                                                                        |
| Rouge romaine          |            |          |             |             | Coëme, Anselme, Spitaels, Collignon I et II, Van Cauwenberghe II, Di Rupo II, Demotte I, Magnette |
| Violette               |            |          |             |             |                                                                                                   |
| Traditionnelle         |            |          |             |             | Dehousse I et II, Damseaux                                                                        |
| Turquoise              |            |          |             |             |                                                                                                   |
| Arc-en-ciel            |            |          |             |             | Di Rupo I et III, Van Cauwenberghe I                                                              |
| Olivier                |            |          |             |             | Demotte II                                                                                        |
| Jamaïcaine (Namuroise) |            |          |             |             |                                                                                                   |
| Coquelicot             |            |          |             |             |                                                                                                   |

## Compétences
Les Régions de Belgique ont des pouvoirs désignés et exclusifs. Ce qui veut dire :
- qu'elles peuvent uniquement traiter des matières qui leur sont assignées par la constitution ou par une loi spéciale ;
- qu'elles sont les seules autorités qui peuvent traiter ces matières.

| - Planification de ville et de campagne - Urbanisation - Renouvellement urbain et suburbain - Monuments et sites - Politique d'utilisation de la terre - Environnement - Protection de l'environnement - Politique des déchets - Politique des sociétés dangereuses, malsaines et répréhensibles - Planification des villes et des campagnes et préservation de la nature - L'eau, les forêts et les polders - Conservation de la nature - Préservation et pêche - Logement - Politique de l'eau - Approvisionnement en eau - Purification des eaux usées - Égouts - Économie - Politique économique - Aspects régionaux de la politique des crédits - Politique des ventes et de l'exportation - Exploitation des ressources minérales - Support à l'investissement | - Politique énergétique - Distribution d'énergie - Nouvelles sources d'énergie - Énergies renouvelables - Autorités Locales - Supervision et financement des autorités régionales et locales - Politique de l'emploi - Recherche d'emploi - Programmes de réemploi - Travaux publics et transport - Routes - Voies d'eau - Ports, digues et services de bac - Aéroports régionaux - Transport urbain et régional - Services des pilotes - Exportation des armes - Importation, exportation et transit des armes - Transit des munitions - Transit de technologie liées à l'armement - Transit des produits et des technologies à double usage |